# Сиротенко, Олег Дмитриевич
Олег Дмитриевич Сиротенко (10 октября 1940, Кривой Рог, Днепропетровская область — 9 октября 2012, Москва) — советский и российский учёный-агрометеоролог, доктор физико-математических наук, профессор, Заслуженный деятель науки Российской Федерации (2001).

## Биография
Олег Дмитриевич Сиротенко родился 10 октября 1940 года в Кривом Роге, в посёлке рудника им. Фрунзе Жовтневого района. Отец — Сиротенко Дмитрий Андреевич (учитель физики) и Сиротенко Августа Петровна (учитель украинского языка и литературы). Родители погибли в годы Великой Отечественной войны, Олег Дмитриевич остался сиротой.
- 1947—1957 — учёба в средней школе в г. Кривой Рог и г. Балаклава (Крым).
- 1957—1962 — учёба в Одесском гидрометеорологическом институте[1].
- 1962—1965 — обучение в аспирантуре Центрального института прогнозов (ЦИП) в Москве и аспирантуре Филиала Института прикладной геофизики в г. Обнинске (Калужская область).
- 1965 — защита кандидатской диссертации в Гидрометцентре (Москва).
- 1980 — защита докторской диссертации в Гидрометцентре (Москва).

Всю свою трудовую жизнь с 1964 по 2012 О. Д. Сиротенко работал в г. Обнинске, в отделе сельскохозяйственной метеорологии Филиала Института прикладной геофизики (позднее — ФГБУ «ВНИИСХМ»).
Умер 9 октября 2012 года в Москве.

## Научная деятельность
Под руководством О. Д. Сиротенко была разработана наиболее полная численная модель энерго- и массообмена и продуктивности агроэкосистем для целей оперативной агрометеорологии. С коллегами создал новую научную школу по физической агрометеорологии и моделированию продуктивности агроэкосистем. Им были предложены и развиты принципы численных методов решения агрометеорологических задач.
Проблема оценки влияния окружающей среды на формирование продуктивности посевов впервые была сформулирована О. Д. Сиротенко как задача математической физики. Разработанная под его руководством имитационная система «Климат – Почва — Урожай» позволила на новой основе провести оценку агроклиматических ресурсов и биоклиматического потенциала России.
Одним из первых в России выполнил исследования по проблеме возможных последствий влияния изменения климата на сельскохозяйственное производство России и сопредельных стран.
Автор более 120 научных работ, в том числе монографий «Основы сельскохозяйственной метеорологии», «Методы статистического анализа в агрометеорологии» (1968, совместно с Е. С. Улановой), «Математическое моделирование водно-теплового режима и продуктивности агроэкосистем» (1981), «Моделирование роста и продуктивности сельскохозяйственных культур» (1986).
Был членом Всемирной метеорологической организации и Межправительственной группы экспертов по изменению климата.

## Награды
- Медаль «В ознаменование 100-летия со дня рождения Владимира Ильича Ленина» (1970);
- золотая медаль ВДНХ СССР (1977);
- Отличник Гидрометслужбы СССР (1977);
- Орден «Знак Почёта» (1986);
- премия имени Б. П. Мультановского (1988);
- Заслуженный деятель науки Российской Федерации (2001);
- Нобелевская премия мира 2007 в составе Межправительственной группы экспертов по изменению климата[3].